# استاد السيب الرياضي

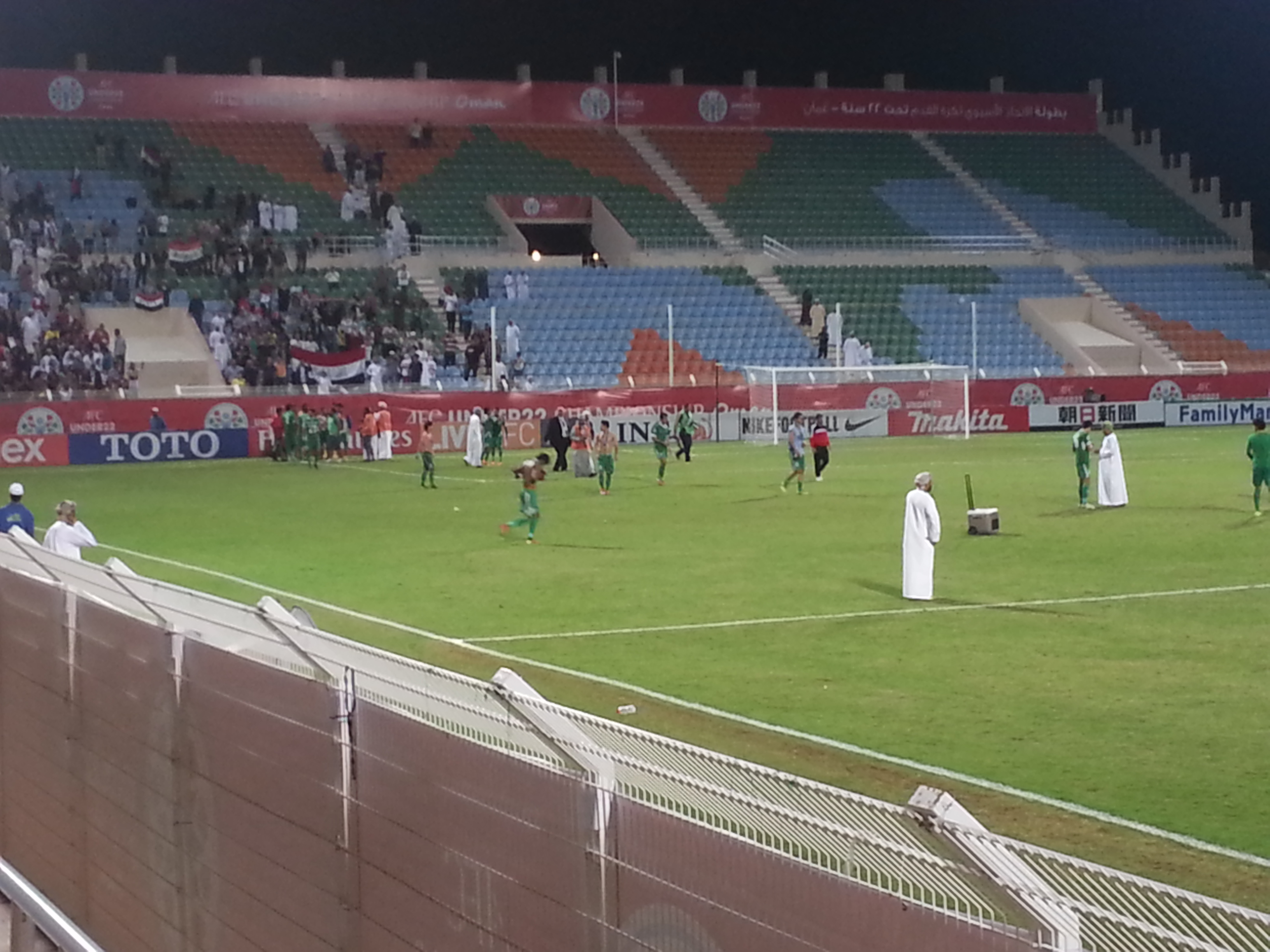
واجهة استاد السيب

استاد السيب الرياضي؛ دشن ملعب أستاد السيب الرياضي في 2004 حيث أقيمت به بعض المباريات المحلية، وفي 20 سبتمبر 2005 في ظل أحتفالات البلاد بالعيد الوطني أفتتح أستاد السيب الرياضي في 20 سبتمبر 2005 برعاية السيد بدر بن حمد بن حمود البوسعيدي وكيل وزارة الخارجية وبحضور سعادة رشاد بن أحمد بن محمد الهنائي وكيل وزارة الشؤون الرياضية وحضور عدد من أصحاب السعادة والمشايخ والاعيان بولاية السيب.

## موقع الأستاد
يقع أستاد السيب الرياضي في ولاية السيب بمحافظة مسقط وبالتحديد في منطقة الخوض، ويبعد الأستاد عن مطار مسقط الدولي ما يقارب من خمسة عشر دقيقة فقط ويبعد عن جامعة السلطان قابوس ما يقارب من العشر دقائق. ويقع الملعب في منطقة الخوض التي تضم مجموعة كبيرة من المعالم والمنشآت حيث تضم سوق تجاري واسع وجامع السيدة ميزون وجامعة السلطان قابوس وعدد كبير من المطاعم الراقية التي تسهل مهمة الجمهور.

## مكونات الأستاد
يضم أستاد السيب الرياضي منصة رئيسية لكبار الشخصيات ومدرجات للجماهير تتسع لحوالي 14 ألف متفرج وملعب معشب لكرة القدم بالإضافة إلى صالات خاصة للتقوية بأرضية مطاطية ولتمارين الأيروبيك ونادي صحي وتجهيزات فنية أخرى. كما يضم أستاد السيب غرف خاصة للتعليق الرياضي وملاعب معشبة للتدريب وغرف خاصة لبيع التذاكر.

## مبنى الأتحاد العماني لكرة القدم
في نهاية يونيو من العام 2008 أعلن الأتحاد العماني لكرة القدم نقل مقره من وزارة الشؤون الرياضية إلى أستاد السيب الرياضي، حيث يضم الملعب مبنى حديث مكون من عدد كبير من المكاتب وخصصت لتكون كمبنى للأتحاد العماني لكرة القدم.

## مباريات مهمة أستضافها الأستاد
أستضاف أستاد السيب الرياضي الكثير من المباريات المهمة منها مباراة المنتخب العماني والمنتخب السعودي والتي أقيمت ضمن التصفيات المؤهلة لنهائيات كأس آسيا التي أقيمت في قطر في العام 2011 . كما أستضاف الأستاد الكثير من المباريات المهمة لمنتخبات عربية، كالمنتخب السوري والعراقي وغيرها من المنتخبات. الجدير بالذكر أن أستاد السيب الرياضي أستضاف عدد من نهائيات البطولات التي أقيمت للناشئين والشباب.

## وصلات خارجية
- وزارة الشؤن الرياضية
- الأتحاد العماني لكرة القدم